# Dudleya viscida
Dudleya viscida (Rose) Moran, con el nombre común de  sticky liveforever es una rara especie de planta suculentaperteneciente a la familia de las crasuláceas.

## Distribución y hábitat
Esta planta se erige de un conjunto basal carnoso casi cilíndrico o elíptico en la mayoría de las veces la sección transversal. Las hojas tienen color verde pálido a amarillo-verde o de color rojo y cubierto de un pegajoso y exudado aceite resinoso que tiene un  aroma ligero. Crece con muchos tallos erguidos, con ramificadas inflorescencias, y en cada rama con hasta 10 flores.  Cada flor es de color rosado a blanco con rojo casi veteado uniforme o protuberantes y estambres entre la punta de los pétalos.

## Taxonomía
Dudleya viscida fue descrita por (S.Watson) Moran y publicado en Desert Plant Life 14(10): 191. 1942[1943].
Etimología
Dudleya: nombre genérico que fue nombrado en honor de William Russell Dudley, el primer director del departamento de botánica de la Universidad de Stanford.
viscida: epíteto latino que significa "pegajoso".
Sinonimia:
- Cotyledon viscida S.Watson
- Echeveria viscida (S.Watson) A.Berger
- Stylophyllum viscidum (S. Watson) Britton & Rose	[3]